# Keith Frankish
Keith Frankish (Yorkshire del Sur, 19 de junio de 1962) es un filósofo inglés especializado en filosofía de la mente, filosofía de la psicología y filosofía de la ciencia cognitiva. Es Honorary Reader en la Universidad de Sheffield, Reino Unido; investigador visitante en la Open University; y profesor adjunto del Programa Cerebro y Mente de la Universidad de Creta. Es conocido por su postura «ilusionista» en la teoría de la conciencia. Sostiene que la mente consciente es un sistema virtual, un truco de la mente biológica. En otras palabras, la fenomenalidad es una ilusión introspectiva. Esta postura se opone a las teorías dualistas, las teorías realistas reduccionistas y el pampsiquismo.

## Biografía

### Temprana edad y educación
Nacido y criado cerca de Doncaster en Yorkshire del Sur, Inglaterra, Frankish afirma que pasó muchas horas leyendo a solas debido a una enfermedad infantil. 
Cursó sus estudios universitarios en la Open University, donde tomó cursos de literatura, historia antigua y filosofía. Pensó en convertirse en un clasicista, pero más tarde se sintió atraído por la filosofía y la psicología. Eligió filosofía de la mente porque abarcaba casi todos sus intereses académicos anteriores. Su educación de posgrado fue en la Universidad de Sheffield. Escribió su tesis final de maestría sobre la distinción creencia/opinión de Daniel Dennett. Continuó en Sheffield como estudiante de doctorado, apoyado por una beca de la Academia Británica. Su tesis doctoral, que fue supervisada por Peter Carruthers y Chris Hookway, «distinguió dos tipos de creencias y defendió un marco de dos niveles para la psicología popular».
Mientras estuvo en Sheffield, ocupó una cátedra temporal en el Departamento de Filosofía, impartió cursos sobre mente, lenguaje y acción y participó estrechamente en el trabajo del Centro Hang Seng de Estudios Cognitivos.

### Carrera
En 1999 regresó a la Open University, esta vez como profesor en el Departamento de Filosofía del campus principal de la universidad en Milton Keynes.
Frankish fue miembro sénior del Robinson College de Cambridge, donde actuó como director de estudios de la universidad, supervisando el trabajo de los estudiantes de filosofía.
Se mudó a Creta, Grecia en 2008. En 2008-2009 fue investigador visitante en el Departamento de Filosofía y Estudios Sociales de la Universidad de Creta y desde 2010 ha sido profesor adjunto del Programa Cerebro y Mente de la universidad. En 2017 se reincorporó al Departamento de Filosofía de Sheffield como Honorary Reader.
Ha publicado y editado numerosos libros y escrito doce artículos en revistas arbitradas. A partir de 2019, sus artículos académicos tienen más de 1700 citas. Además de sus escritos académicos, colabora frecuentemente con la revista Aeon.
En 2021, él y Philip Goff, un colega que defiende la visión opuesta del pampsiquismo, iniciaron el canal de YouTube «Mind Chat» en el que entrevistan a importantes científicos y filósofos de la conciencia, como Tim O'Connor, Janet Levin, Christof Koch, Anil Seth y Helen Yetter-Chappell.

## Puntos de vista

### Ilusionismo
Frankish es conocido por defender la opinión de que la fenomenalidad es una ilusión introspectiva. «Los humanos hemos aprendido una variedad de trucos sutiles pero poderosos —estrategias de autocontrol, automanipulación y resolución ampliada de problemas— que amplían enormemente el poder de nuestros cerebros biológicos y nos dan la sensación de tener una mente, un yo, un alma, unificada y fenomenalmente consciente».
Al principio de su carrera adoptó una «postura firmemente materialista» e intentó refutar el argumento zombi popularizado por David Chalmers. En 2007, cuando escribió el «Argumento antizombi», respaldó una forma débil de realismo sobre los qualia. Sin embargo, en trabajos posteriores rechazó por completo el realismo fenomenal, argumentando que «los materialistas deberían ser minuciosos eliminativistas respecto de los qualia». Llamó a esta postura «ilusionismo».
Defendió esta posición en el «crucero de la consciencia» de 2014 frente a Groenlandia, patrocinado por Dimitri Volkov y el Centro de Estudios de la Conciencia de Moscú. Fue una conferencia flotante que contó con destacados filósofos de la mente como David Chalmers, Paul Churchland, Patricia Churchland, Andy Clark, Daniel Dennett, Philip Goff, Nicholas Humphrey, Jesse Prinz y Derk Pereboom.
En 2016 escribió un artículo principal para un número especial del Journal of Consciousness Studies, que incluía muchas respuestas tanto de partidarios como de críticos de la posición.
En 2019, William Ramsey resumió así el argumento materialista eliminativo:
«Lo que es real son las propiedades cuasi fenoménicas: las propiedades no fenoménicas de los estados internos que se detectan mediante la introspección y se “tergiversan” como fenoménicas».
En 2020, Frankish resumió la situación:
«Los ilusionistas no niegan la existencia de la conciencia, pero sí ofrecen una explicación diferente de lo que es la conciencia. Rechazan la visión de que consiste en cualidades mentales privadas y argumentan que implica estar relacionado con el mundo a través de una red de sensibilidades y reacciones informativas. Sostienen que las cualidades mentales son una especie de ilusión y responden a la objeción de que esta afirmación es circular señalando que las ilusiones pueden entenderse en términos informativos/reactivos».

#### Respuesta
En una continuación de su artículo principal en el Journal of Consciousness Studies, Frankish resumió las reacciones a su artículo. Calificó de «escépticos» a Susan Blackmore, Nicholas Humphrey, Pete Mandik y Eric Schwitzgebel. En la categoría de «oponentes» incluyó a pensadores como Katalin Balog, Philip Goff, Martine Nida-Rümelin y Jesse Prinz. Además, Paul Boghossian ha sostenido que el materialismo eliminativo es autorrefutante, ya que la teoría misma presupone la existencia de fenómenos mentales.
Jesse Prinz buscó refutar el ilusionismo de Frankish desde la perspectiva del realismo reduccionista. Afirmó que, o bien el ilusionismo colapsa en el realismo, o bien introduce un profundo enigma similar al problema difícil  de la consciencia. Prinz concluye «que el realismo reduccionista es más convincente». Galen Strawson la llamó la afirmación más tonta jamás hecha y la comparó con el terraplanismo.
Frankish cuenta a Daniel Dennett, Jay Garfield, Georges Rey, Amber Ross y James Tartaglia como «defensores», y entre los «exploradores» de esta idea, cuenta a François Kammerer, Michael Graziano, Nicole Marinsek, Derk Pereboom y Michael Gazzaniga.

### Otros intereses
Frankish ha publicado artículos sobre la semántica del discurso indirecto y la implicatura conversacional (con Maria Kasmirli) y coeditó un volumen de artículos de investigación en filosofía de la acción, New Waves in Philosophy of Action.

## Conferencias organizadas
Frankish ha coorganizado dos conferencias académicas.
Conferencia In Two Minds, Cambridge 2006. Una conferencia interdisciplinaria sobre teorías de proceso dual del razonamiento y la racionalidad, organizada por el Departamento de Filosofía de la Open University y celebrada en el Fitzwilliam College de Cambridge del 5 al 7 de julio de 2006. Organizado por Keith Frankish y Carolyn Price de The Open University y Jonathan Evans de la Universidad de Plymouth.
Conferencia de fenomenalidad e intencionalidad, Creta 2012. Una conferencia internacional sobre la relación entre los contenidos fenomenales e intencionales de la experiencia, copatrocinada por el Programa Cerebro y Mente de la Universidad de Creta y el Departamento de Filosofía y Estudios Sociales y celebrada en el Museo Histórico de Creta, Heraklion, Creta, Grecia, del martes 12 de junio al jueves 14 de junio de 2012. Organizado por Keith Frankish (The Open University y Universidad de Creta) y Maria Venieri (Universidad de Creta).

## Publicaciones Seleccionadas
Libros
- Mind and Supermind (2004) ISBN 0521038111
- Consciousness (2005) ISBN 0749296453
- In Two Minds: Dual Processes and Beyond (2009) ISBN 0199230161
- New Waves in Philosophy of Action (2010) ISBN 0230230601
- The Cambridge Handbook of Cognitive Science (2012) ISBN 0521691907
- The Cambridge Handbook of Artificial Intelligence (2014) ISBN 0521691915
- Cognitive Unconscious and Human Intelligence (2016) ISBN 0262034085
- Illusionism as a Theory of Consciousness (2017) ISBN 1845409574
- Consciousness: The Basics (2021) ISBN 113865597X